# John Updike
John Hoyer Updike, född 18 mars 1932 i Reading, Pennsylvania, död 27 januari 2009 i Beverly Farms, Massachusetts, var en amerikansk författare. 
I sina romaner beskriver han framför allt den amerikanska småstadens protestantiska medelklass. Han belönades med Pulitzerpriset för två av sina romaner, Haren är rik och Haren vilar.

## Biografi
John Updike föddes i Reading, Pennsylvania och växte upp i närbelägna Shillington, där hans far var lärare i naturvetenskap vid en high school. John var föräldrarnas enda barn, och familjen levde med farföräldrarna i en storfamilj. Området står som modell för det småstads-Amerika som Updike beskriver i exempelvis böckerna om Harry "Rabbit" Angstrom.
När han var 13 år flyttade de ut på landet, till moderns föräldrahem på en bondgård i Plowville. Från unga år började han intressera sig för litteratur och konstnärligt skapande, uppmuntrad av sin mor. Under tiden han studerade vid high school, sommarjobbade han på en lokaltidning, erhöll stipendium, och började därefter studera engelska vid Harvard University. Han medverkade i studenttidningar med humoristiska berättelser och serieteckningar. 1954 tog han examen med högsta betyg, och fick samma år sina första alster publicerade vid The New Yorker, där han framgent skulle vara verksam.
Updike hade gift sig med en studiekamrat under åren vid Harvard, och hans hustru följde honom över Atlanten när han började studera konst vid Oxford University. Tillbaka i USA, bosatte familjen sig på Manhattan, och John blev fast medarbetare vid The New Yorker. 1957 beslutade Updike sig för att bli författare på heltid, och flyttade samtidigt med sin familj till Ipswich, Massachusetts. Han fortsatte emellertid att skriva sporadiskt i The New Yorker.
1958 utkom Updikes första bok, diktsamlingen The Carpentered Hen and Other Tame Creatures, och hans romandebut skedde nästföljande år, med Basar i fattighuset. För den senare erhöll han Guggenheim Fellowship, och med det stödet tillkom första boken i Haren-serien, Haren springer. Han tilldelades National Book Award 1963 för romanen Kentauren, och invaldes 1964, som den yngste någonsin, i National Institute of Arts and Letters.

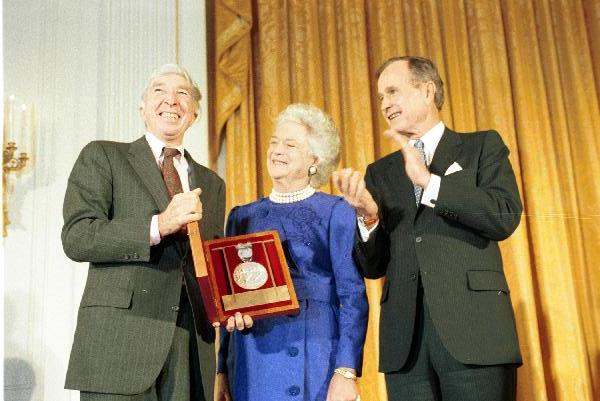
John Updike tillsammans med president George H.W. Bush och Barbara Bush.

Återstoden av 1960-talet och 1970-talet anlitades Updike för ett kulturellt utbytesprogram mellan USA och Sovjetunionen, och verkade för att bistå de sovjetiska judarna i att bevara deras kultur. Han reste i denna egenskap till Sovjetunionen för att stödja Aleksandr Solzjenitsyn.
Updike hade slagit igenom med Haren springer, men detta kunde inte jämföras med den framgång han nådde med romanen Par om par (1968). Par om par låg över ett år på listorna över de bäst säljande romanerna i USA, och Updike hamnade på omslaget till Time.
Under mitten av 1970-talet skilde sig Updike från sin hustru, och flyttade till Boston, där han fick tjänst vid universitetet. 1977 gifte han om sig, och flyttade till Georgetown, Massachusetts.
1981 utkom Haren är rik, vilken belönades med Pulitzer Prize for Fiction, och han hamnade några år senare än en gång på omslaget till Time. 1991 erhöll han än en gång Pulitzer Prize for Fiction, för Haren vilar. Av den jesuitiska tidskriften America tilldelades Updike Campion Award 1997, och han har tilldelats National Medal for the Humanities av president George W. Bush.
Bland Updikes romaner från 1980- och 1990-talen, bör The Scarlet Letter och Gertrude och Claudius särskilt nämnas, där hans berättartekniska experiment gör stora framsteg. Till hans mest berömda berättelser hör Häxorna i Eastwick, som filmatiserades med bland andra Jack Nicholson, Cher, Michelle Pfeiffer och Susan Sarandon i huvudrollerna.

## Författarskap
John Updike har utkommit med mer än 60 titlar: romaner, noveller, drama, essäsamlingar och litteraturkritiska verk. Genomgående utmärks hans verk av en kristen filosofi, och av studier i samtidens amerikanska medelklass. Hans skildringar av den psykologiska spänningen mellan drift och socialt tvång har särskilt framhållits som kännetecken på hans författarskap, liksom hans berättartekniska rörlighet. Själv har Updike skrivit att sex, konst och religion är de tre hemliga tingen i människans upplevelsevärld.

### Romaner
- 1959 – Basar i fattighuset (The Poorhouse Fair), översättning Gottfried Grafström
- 1960 – Haren springer (Rabbit, Run), översättning Gottfried Grafström
- 1963 – Kentauren (The Centaur), översättning Pelle Fritz-Crone
- 1965 – Duvfjädrar (Pigeon Feathers And Other Stories), översättning Pelle Fritz-Crone
- 1968 – Par om par (Couples), översättning Else Lundgren
- 1970 – Från gården (Of The Farm), översättning Pelle Fritz-Crone
- 1970 – Boken om Bech (Bech: a book), översättning Caj Lundgren
- 1971 – Haren återställd (Rabbit Redux), översättning Harriet Alfons och Erik Sandin
- 1975 – A Month Of Sundays
- 1976 – Gift dig med mig (Marry Me), översättning Kerstin Apell-Lennerthson
- 1979 – Kuppen (The Coup), översättning Hans-Jacob Nilsson
- 1981 – Haren är rik (Rabbit Is Rich), översättning Hans-Jacob Nilsson
- 1984 – Bech är tillbaka (Bech Is Back), översättning Jan Wahlén
- 1984 – Häxorna i Eastwick (The Witches Of Eastwick), översättning Kerstin Lennerthson
- 1986 – Rogers version (Roger's Version), översättning Hans-Jacob Nilsson
- 1988 – S. (S.), översättning: Cai Melin
- 1990 – Haren vilar (Rabbit At Rest), översättning: Jan Wahlén
- 1992 – Memories of The Ford Administration
- 1995 – Brasilien (Brazil), översättning Hans Berggren
- 1998 – I liljors skönhet (In The Beauty Of The Lilies), översättning Mats Hörmark
- 1997 – Toward The End Of Time
- 2001 – Gertrude och Claudius (Gertrud And Claudius), översättning Mats Hörmark
- 2002 – Seek My Face
- 2005 – Småstadsliv (Villages), översättning Leif Janzon
- 2006 – Terroristen (Terrorist), översättning Mats Hörmark
- 2008 – The Widows of Eastwick

- Haren-pentalogin
  - 1960 – Haren springer
  - 1971 – Haren återställd
  - 1981 – Haren är rik
  - 1990 – Haren vilar
  - 2001 – Rabbit Remembered (i novellsamlingen Licks of Love)

- Böckerna om Bech
  - 1970 – Boken om Bech
  - 1982 – Bech är tillbaka
  - 1998 – Bech At Bay: A Quasi-Novel

### Teaterstycken
- 1974 – Buchanan Dying

### Barnböcker
- 1962 – The Magic Flute
- 1964 – The Ring
- 1965 – A Child’s Calendar
- 1969 – Bottom’s Dream
- 1995 – A Helpful Alphabet Of Friendly Objects

### Självbiografi
- 1989 – Självmedvetande (Self-Consciousness), översättning: Jan Wahlén.

### Samlingar

#### Dikter
- 1958 – The Carpentered Hen And Other Tame Creatures
- 1963 – Telephone Poles
- 1969 – Midnight
- 1977 – Tossing And Turning
- 1985 – Facing Nature
- 1993 – Collected Poems 1953–1993
- 2001 – Americana and Other Poems

#### Noveller och korta berättelser
- 1959 – The Same Door
- 1962 – Duvfjädrar
- 1964 – Olinger Stories
- 1966 – The Music School
- 1972 – Äktenskap och kärlek
- 1979 – Problems and Other Stories
- 1979 – Too Far To Go (A Selection)
- 1987 – Lita på mig
- 1994 – The Afterlife and Other Stories
- 2001 – Licks of Love. A Sequel, Rabbit Remembered
- 2003 – The Early Stories, 1953–1975 
  - (Urval av noveller) Två enkelsängar i Rom och andra noveller (2008), Översättning: Mats Hörmark.

#### Essäer
- 1965 – Assorted Prose
- 1975 – Picked-Up Pieces
- 1983 – Hugging The Shore
- 1989 – Just Looking
- 1991 – Odd Jobs
- 1996 – Golf Dreams: Writing On Golf
- 1999 – More Matter
- 2000 – On Literary Biography
- 2005 – Still Looking: Essays on American Art
- 2007 – Due Considerations: Essays and Criticism

## Priser och utmärkelser
- Pulitzerpriset för skönlitteratur 1982 för Rabbit Is Rich
- Pulitzerpriset för skönlitteratur 1991 för Rabbit at rest